# Évergnicourt
Évergnicourt é uma comuna francesa na região administrativa de Altos da França, no departamento de Aisne.